# Bárrio (Ponte de Lima)
Bárrio ist ein Ort und eine ehemalige Gemeinde (Freguesia) im nordportugiesischen Kreis Ponte de Lima der Unterregion Minho-Lima. Die Gemeinde hatte 354 Einwohner (Stand 30. Juni 2011).
Am 29. September 2013 wurden die Gemeinden Bárrio und Cepões zur neuen Gemeinde Bárrio e Cepões zusammengeschlossen.